# Giorgino
Giorgino (Giorginu in sardo) è uno dei rioni marittimi del quartiere Sant'Avendrace-Santa Gilla di Cagliari, situato a ovest della laguna di Santa Gilla, lungo la costa del golfo degli Angeli. 

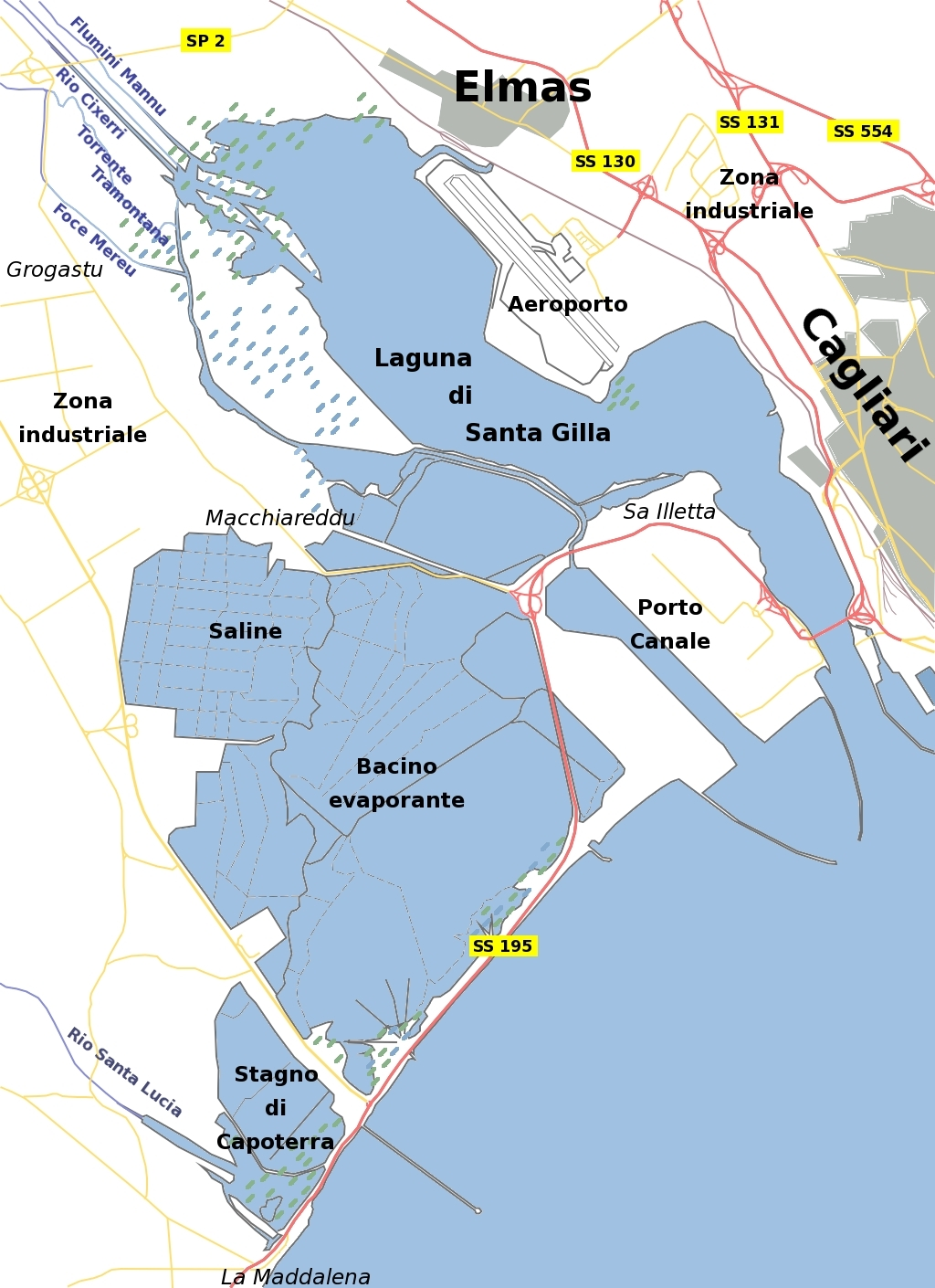
Mappa dello stagno di Cagliari. Ciò che resta di Giorgino è ubicato sulla costa, fra il porto canale e lo sbocco della laguna di Santa Gilla.

## Storia
Il nome di Giorgino deriva dalla cappella di San Giorgio, nella villa Ballero, ove la statua di sant'Efisio viene vestita con gli abiti di campagna in occasione della tradizionale sagra.
Il rione era ubicato lungo il tratto iniziale della striscia sabbiosa de La Playa, che separa lo stagno di Cagliari dal golfo degli Angeli ed è adiacente all'isolotto di San Simone, che nel tempo fu collegato alla terraferma, con materiale di riporto, proprio attraverso Giorgino. Attualmente la striscia è interrotta dal porto canale e del vecchio rione, in gran parte demolito, resta solo il villaggio dei Pescatori.

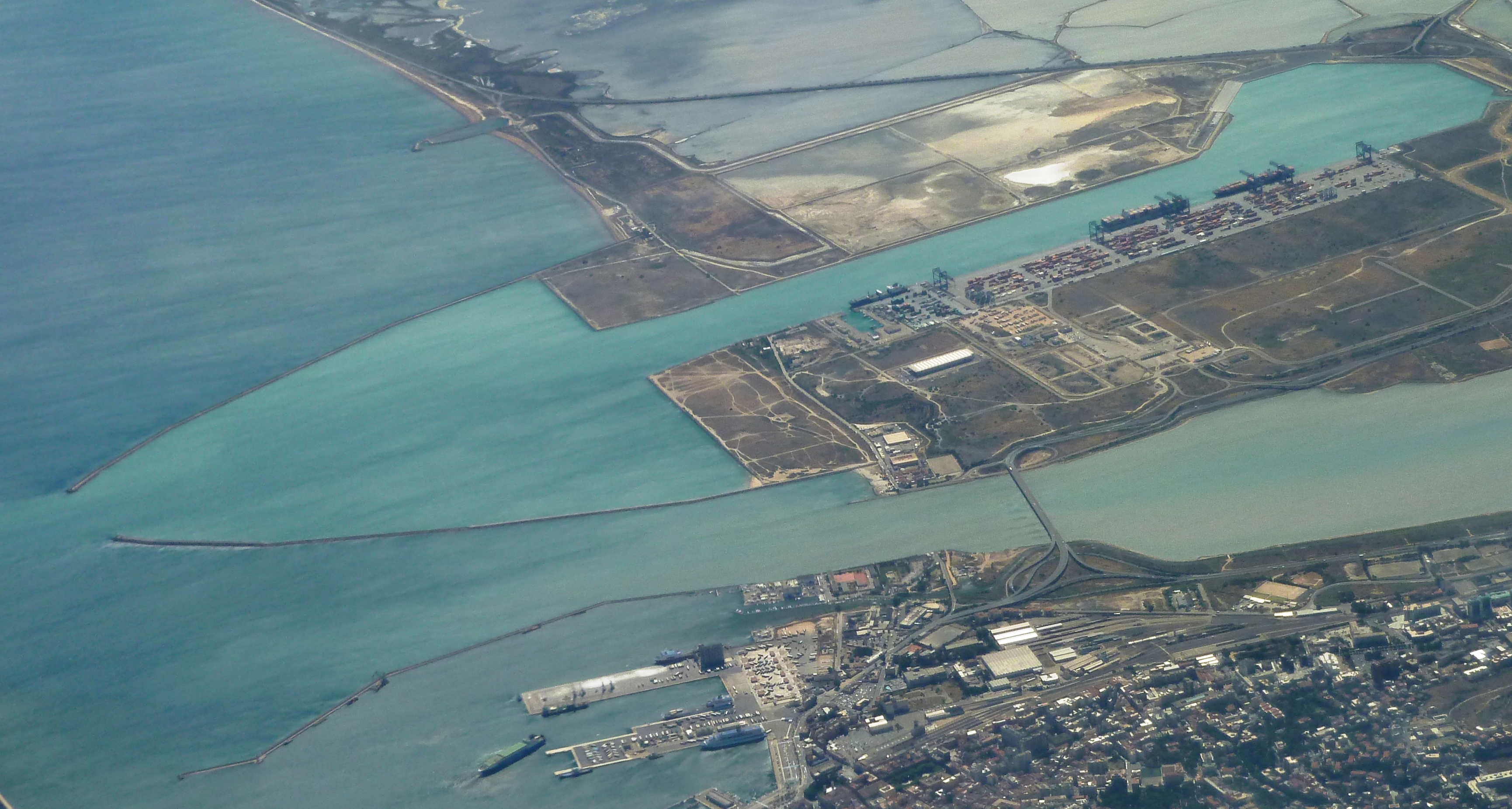
Porto canale di Cagliari

Fino al primo decennio del XX secolo, quando aprirono i primi stabilimenti balneari al Poetto la spiaggia preferita dai cagliaritani era quella di Giorgino. Storicamente questo sito era, insieme all'isolotto di San Simone, più noto come Sa Illetta, un tradizionale luogo di villeggiatura dell'aristocrazia cagliaritana. In passato, Sa Illetta e Giorgino erano separati dalla città dallo sbocco della laguna di Santa Gilla e i cagliaritani vi arrivavano usando le barche. Gli aristocratici e i cagliaritani più abbienti vi si trattenevano in villeggiatura alloggiando nelle ville. Nella località erano in funzione anche alcuni stabilimenti balneari.
Nella seconda metà dell'Ottocento fu costruito un sistema di ponti, noti come "ponte della Scafa" che collegavano Giorgino al resto della città. Con la costruzione dei primi stabilimenti balneari del Poetto, l'interesse verso lo storico sito balneare scemò e iniziò il lento degrado del rione. Giorgino divenne così un agglomerato periferico attraversato dalla SS 195. La spiaggia subì un progressivo degrado, avendo ormai perso del tutto interesse. Dal rione partiva inoltre una strada di collegamento che attraversava lo stagno di Cagliari e conduceva alle saline Contivecchi, in località Macchiareddu.
Negli anni ottanta, il proseguimento della costruzione del porto canale divise a metà il rione di Giorgino: da una parte il villaggio dei Pescatori, a est, dall'altra l'ex carcere minorile di Cagliari, a ovest. Una parte del rione venne ulteriormente distrutta per far posto a due stabilimenti industriali che costruiscono barche.
In occasione dei lavori di costruzione del porto canale, l'intera zona ha subito uno stravolgimento: con la costruzione dello snodo stradale occidentale, si realizzò un nuovo ponte che attraversa più all'interno la laguna di Santa Gilla e la statale 195 ha subito una deviazione, passando a Sa Illetta e a nord del porto canale. Il vecchio ponte della Scafa in ferro è stato demolito e il villaggio dei Pescatori è collegato da una deviazione all'estremità del nuovo ponte, rimanendo ulteriormente isolato dal volume di traffico che percorre la statale.
Oggi il rione è uno dei più isolati da Cagliari e buona parte della spiaggia non esiste più, in quanto venne colmata dai lavori di ripascimento ad ovest del grande molo orientale. Solo negli ultimi decenni si è riscoperto ciò che resta della vecchia spiaggia e Giorgino attira un modesto flusso di bagnanti.

## Monumenti e luoghi di interesse

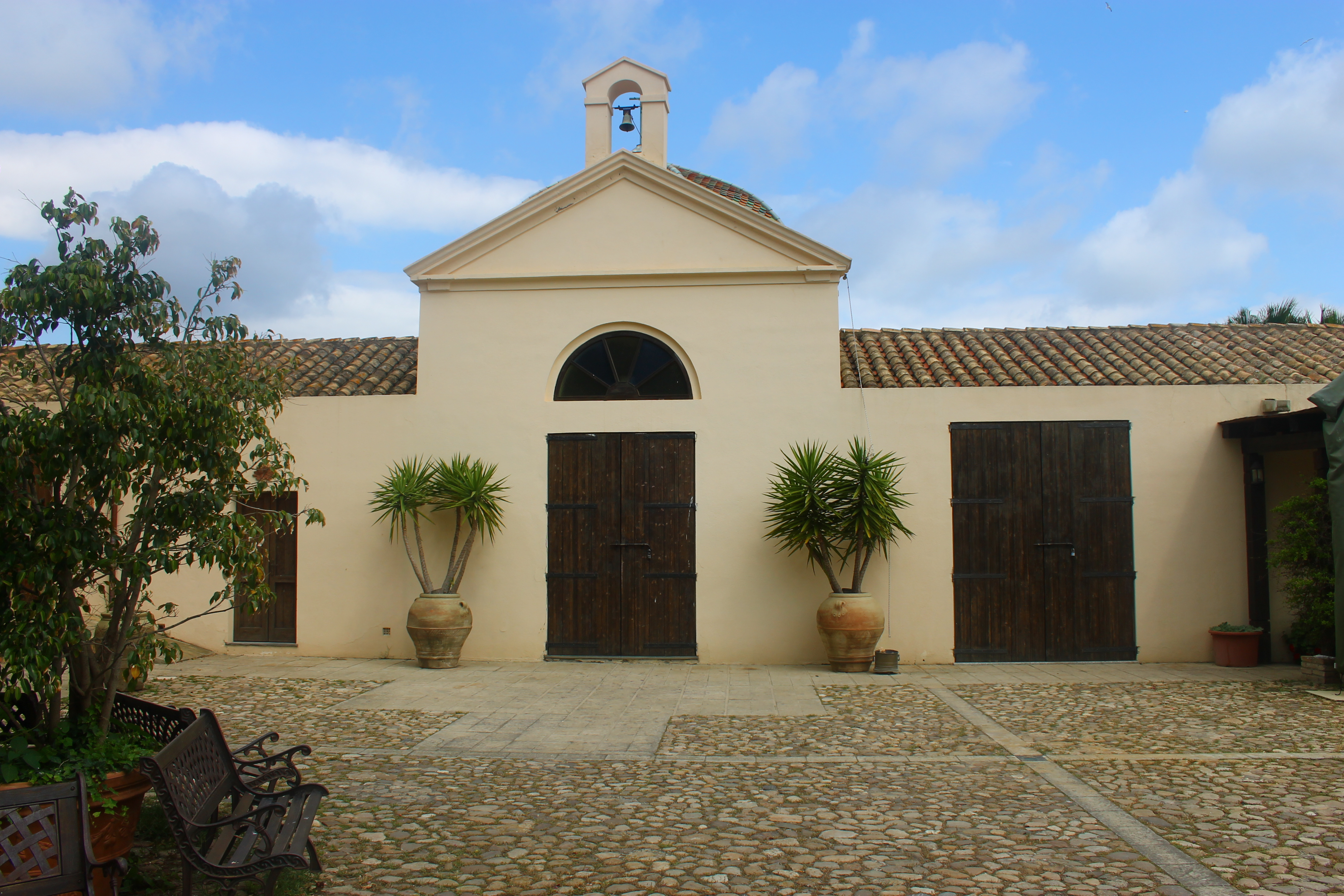
Chiesa di Sant'Efisio

### Architetture religiose
Fra i monumenti presenti a Giorgino si ricorda la chiesetta dedicata a sant'Efisio, costruita nel XVII secolo. La chiesa, gli adiacenti locali di sagrestia, deposito del cocchio e alcune case rurali, aderiscono alla casa padronale, per formare un unico complesso.
Presenta una cupola ottagonale finemente decorata ed una semplice facciata con campanile a vela.

### Architetture militari
Considerando il vecchio tratto della ex 195 S. S., si può considerare, anche se ormai completamente distaccata da Giorgino, anche la località "Sa Scaffa", dove si trova la cosiddetta "torre della Quarta Regia". Il nome viene dalla tassa che si chiedeva durante il periodo aragonese, che consisteva nel dare la IV parte del pescato allo stato. Questa tassa venne cancellata solo nel 1956. L'attuale struttura corrisponde a quella ricostruita dopo il 1898, a seguito di una violenta mareggiata.

## Società

### La festa di sant'Efisio
Una delle sagre di maggiore importanza nella Sardegna è in onore di sant'Efisio e si svolge dal primo maggio per quattro giorni, interessando tutti i centri abitati costieri da Cagliari all'antica Nora. Nei primi due giorni, il simulacro del santo è trasferito su un carro trainato dai buoi a Nora, con il ritorno al quarto giorno. Dopo la folcloristica e tradizionale sfilata a Cagliari, il corteo di sant'Efisio percorre il ponte che attraversa la laguna di Santa Gilla e che collega Giorgino a Cagliari e arriva nella piazza del villaggio dei Pescatori, dove si trova la chiesetta dedicata a sant'Efisio. Ad attenderlo vi è tutta la popolazione del rione.

#### 1º maggio 1943
Anche se alcuni proposero di non fare la sfilata di sant'Efisio, per paura che il corteo venisse sorpreso dalle bombe degli Alleati, la popolazione superstite di Cagliari volle fare anche quell'edizione della sagra. Il simulacro di sant'Efisio, dopo aver percorso su un furgone le vie di Stampace disseminate di macerie, fu portato in fretta e furia a Giorgino. In quella occasione non si svolse il tradizionale cambio d'abito.